# Galaktion Tabidse
Galaktion Tabidse eller Tabidze (georgisk გალაკტიონ ტაბიძე galak't'ion t'abije) (6. november 1892 – 17. marts 1959) var en georgisk digter.

## Liv og værker
Galaktion Tabidse gik i nogen tid i skole i Kutaisi, men han fuldførte sin skoleuddannelse på Det Teologiske Seminarium i Tbilisi.
Han begyndte at offentliggøre sine digte allerede som 16-årig. Den første bog blev udgivet i 1914, og med den anden bog (არტისტული ყვავილები art'ist'uli q'valebebi 'Kunstneriske Blomster') i 1916 opnåede han enorm popularitet.
Han blev tolereret under sovjetstyret, men hans kone og hendes to brødre blev arresteret af KGB i slutningen af 1930rne – brødrene blev skudt, og konen døde i en arbejdslejr i Sibirien.
Herefter blev Tadidse alkoholiker, og han blev en kendt syn i Tbilisi, idet han ofte vandrede fuld rundt i gaderne, mens han talte med sig selv.
I 1959 blev han indlagt på sygehuset pga. helbredsproblemer. Den 17. marts sprang han ud af vinduet på tredje sal og døde af sine kvæstelser.

## Eksempel
Som et eksempel på Tabidses digtning er her første strofe af digtet Meri fra 1914:
შენ ჯვარს იწერდი იმ ღამეს, მერი!

მერი, იმ ღამეს მაგ თვალთა კვდომა,

სანდომიან ცის ელვა და ფერი

მწუხარე იყო, ვით შემოდგომა.

I translitteration:
shen jhvars ic'erdi im ghames, meri!

meri, im ghames mag tvalta k'vdoma,

sandomian cis elva da peri

mc'uxare iq'o, vit shemodgoma.

En forholdsvis ordret oversættelse kunne lyde:
Du var blevet gift den aften, Mary!

Mary, den aften var de øjnes død,

den venlige himmels lys og farve

bedrøvede, som efteråret.